# 埃尔米森德
埃尔米森德，是西班牙卡斯蒂利亚-莱昂萨莫拉省的一个市镇。 总面积109平方公里，总人口408人（2001年），人口密度4人/平方公里。